# Давид ди Донателло 2001
46-я церемония вручения наград премии «Давид ди Донателло» состоялась 10 апреля 2001 года в Итальянском форуме.

## Победители и номинанты

### Лучший фильм
- Комната сына, режиссёр Нанни Моретти
- Сто шагов, режиссёр Марко Туллио Джордана
- Последний поцелуй, режиссёр Габриэле Муччино

### Лучшая режиссура
- Габриэле Муччино — Последний поцелуй
- Марко Туллио Джордана — Сто шагов
- Нанни Моретти — Комната сына

### Лучший дебют в режиссуре
- Алекс Инфашелли — Почти Синий
- Роберто Андо — Рукопись князя
- Роландо Стефанелли — Дорога смерти

### Лучший сценарий
- Клаудио Фава, Моника Дзапелли и Марко Туллио Джордана — Сто шагов
- Линда Ферри, Нанни Моретти, Хайдрун Шлеф — Комната сына
- Габриэле Муччино — Последний поцелуй

### Лучший продюсер
- Доменико Прокаччи для День ди-джея в сотрудничестве с Medusa Film — Последний поцелуй
- Анджело Барбагалло и Нанни Моретти для Sacher Film — Комната сына
- Фабрицио Моска для Titti Film — Сто шагов

### Лучшая женская роль
- Лаура Моранте — Комната сына
- Маргерита Буй — Феерия непонимания
- Джованна Меццоджорно — Последний поцелуй

### Лучшая мужская роль
- Luigi Lo Cascio — Сто шагов
- Stefano Accorsi — Последний поцелуй
- Нанни Моретти — Комната сына

### Лучшая женская роль второго плана
- Стефания Сандрелли — Последний поцелуй
- Атина Ченчи — Rosa e Cornelia
- Жасмин Тринка — Комната сына

### Лучшая мужская роль второго плана
- Тони Сперандео — Сто шагов
- Сильвио Орландо — Комната сына
- Клаудио Сантамария — Последний поцелуй

### Лучшая операторская работа
- Лайош Кольтаи — Малена
- Франко Ди Джакомо — Нечестная конкуренция
- Роберто Форца — Сто шагов

### Лучшая музыка
- Никола Пьовани — Комната сына
- Эннио Морриконе — Малена
- Армандо Тровайоли — Нечестная конкуренция

### Лучшая художественная постановка
- Лучиано Риччери — Нечестная конкуренция
- Джанкарло Базили — Комната сына
- Франческо Фриджери — Малена

### Лучший костюм
- Элизабетта Монтальдо — Сто шагов
- Маурицио Милленотти — Малена
- Одетт Николетти — Нечестная конкуренция

### Лучший монтаж
- Клаудио Ди Мауро — Последний поцелуй
- Эсмеральда Калабрия — Комната сына
- Роберто Миссироли — Сто шагов

### Лучший звук
- Гаэтано Карито — Последний поцелуй
- Fulgenzio Ceccon — Сто шагов
- Alessandro Zanon — Комната сына

### Лучший короткометражный фильм
- Gavetta, режиссёр Крэйг Белл
- Cecchi Gori Cecchi Gori?, режиссёр Рокко Папалео

### Лучший иностранный фильм
- На чужой вкус, режиссёр Аньес Жауи
- Билли Эллиот, режиссёр Стивен Долдри
- Шоколад, режиссёр Лассе Халльстрём
- Любовное настроение, режиссёр Вонг Кар-Вай

### Premio David scuola
- Сто шагов, режиссёр Марко Туллио Джордана

### David speciali
- Тони Кёртис
- Мартин Скорсезе
- Энцо Верцини